# فوجی‌جن
فوجی‌جن (انگلیسی: FujiGen) شرکت تجهیزات موسیقی ژاپنی است، که در سال ۱۹۶۰ تأسیس شد.